# Isla Carenero
Isla Carenero es una isla larga y boscosa del mar Caribe situada a pocos cientos de metros al este de Isla Colón, en el archipiélago de Bocas del Toro, en el noroeste del país centroamericano de Panamá. El nombre de la isla proviene del término náutico careening llevado al español como Carenero. No hay carreteras en la isla. Administrativamente depende de la Provincia de Bocas del Toro.

## Demografía
En 2010 Isla Carenero contaba con una población de 737 habitantes según datos del Instituto Nacional de Estadística y una extensión de 94 ha.

### Razas y etnias
- 56,45 % Chibchas (Americanos)[5]
- 34,73 % Mestizos
- 8,82 % Afropanameños[5]